# Pomnik Wdzięczności ku czci Chrystusa Króla w Sępólnie Krajeńskim
Pomnik Wdzięczności ku czci Chrystusa Króla w Sępólnie Krajeńskim – pomnik zlokalizowany w Sępólnie Krajeńskim, przy Rondzie Emanuela Grudzińskiego, w pobliżu cmentarza parafialnego przy ul. Chojnickiej.

## Historia
Pomnik odsłonięto pierwotnie 28 sierpnia 1938, jako wotum wdzięczności za odzyskanie niepodległości przez Polskę, w dwudziestą rocznicę tego wydarzenia, a także jako symbol przywiązania Krajny do Polski. Pomysł budowy pomnika zainicjował ksiądz Grudziński, proboszcz parafii w Sępólnie. Został wówczas sfinansowany ze składek mieszkańców powiatu sępoleńskiego. Projektantami byli rzeźbiarze Ignacy Zelek i Wojciech Durek z Torunia. Został zniszczony w dniach 29 września – 27 października 1939 przez okupantów hitlerowskich. Odbudowany w latach 2012-2014 z inicjatywy Komitetu Odbudowy Pomnika Wdzięczności, ze składek społecznych, przy dofinansowaniu ze środków powiatowych i wojewódzkich (koszt odbudowy wyniósł ponad 231.000 złotych). Prace ziemne rozpoczęto 5 lipca 2013. Poświęcenia monumentu dokonał biskup ordynariusz bydgoski Jan Tyrawa.

## Symbolika
Pomnik przedstawia 13 postaci w układzie zbliżonym do symetrycznego. Stoją one na tle ściany symbolizującej rozwijający się zwój pergaminu. Nad całością góruje postać Chrystusa Króla. Poniżej wyrzeźbiono trzy herby międzywojennych miast powiatu sępoleńskiego – Sępólna, Więcborka i Kamienia Krajeńskiego. Po lewej stronie znajduje się wyobrażenie polskiego orła ze zwojem dziejów kraju w szponach, a po prawej gryfa pomorskiego, będącego symbolem przywiązania Polski do Bałtyku. Poniżej stoją w dwóch rzędach następujące postacie:
- strona lewa od lewej (symbolizująca czasy historyczne, będąca wyrazem troski o sprawy narodowe na przestrzeni minionych wieków[5]):
  - młodzieniec wpatrzony w żołnierza, tęskniący do podjęcia chwalebnych czynów,
  - Żołnierz Polski niepodległej, gotowy walczyć za ojczyznę,
  - harcerz, już od czasów zaborów uczestniczący w tajnych organizacjach niepodległościowych,
  - powstaniec wielkopolski symbolizujący udział Krajny w tym zrywie,
  - król Kazimierz Wielki, nadający miastom krajeńskim prawa miejskie,
  - husarz, symbolizujący przedmurze chrześcijaństwa i chwałę polskiego rycerstwa,
- strona prawa od lewej (symbolizująca czasy współczesne, zjednoczenie przedstawicieli różnych stanów na rzecz odzyskania państwowości przez Polskę[5]):
  - rolnik będący symbolem znojnej pracy i służby dla wiary i ojczyzny,
  - robotnik symbolizujący wszelkie gałęzie przemysłu i rzemiosła,
  - rybak symbolizujący związki Polski z morzem,
  - uczony wskazujący na ważną rolę nauki w rozwoju kraju,
  - uczeń, jako symbol młodego pokolenia, które dzięki nauce stawi czoła wyzwaniom przyszłości,
  - Matka Polka z niemowlęciem – uosobienie poświęcenia i miłości[6][7].

Pomnikowi towarzyszy stela z historią monumentu, a także metaloplastyczny wizerunek orła w koronie. W pobliżu znajduje się Miejsce Pamięci Narodowej.

## Galeria

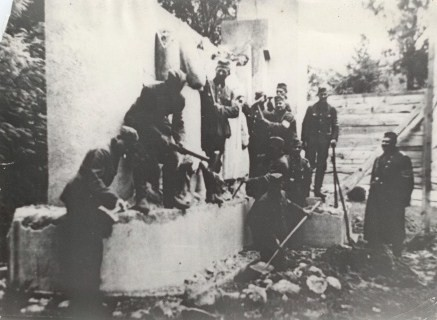
Burzenie przez Niemców w 1939
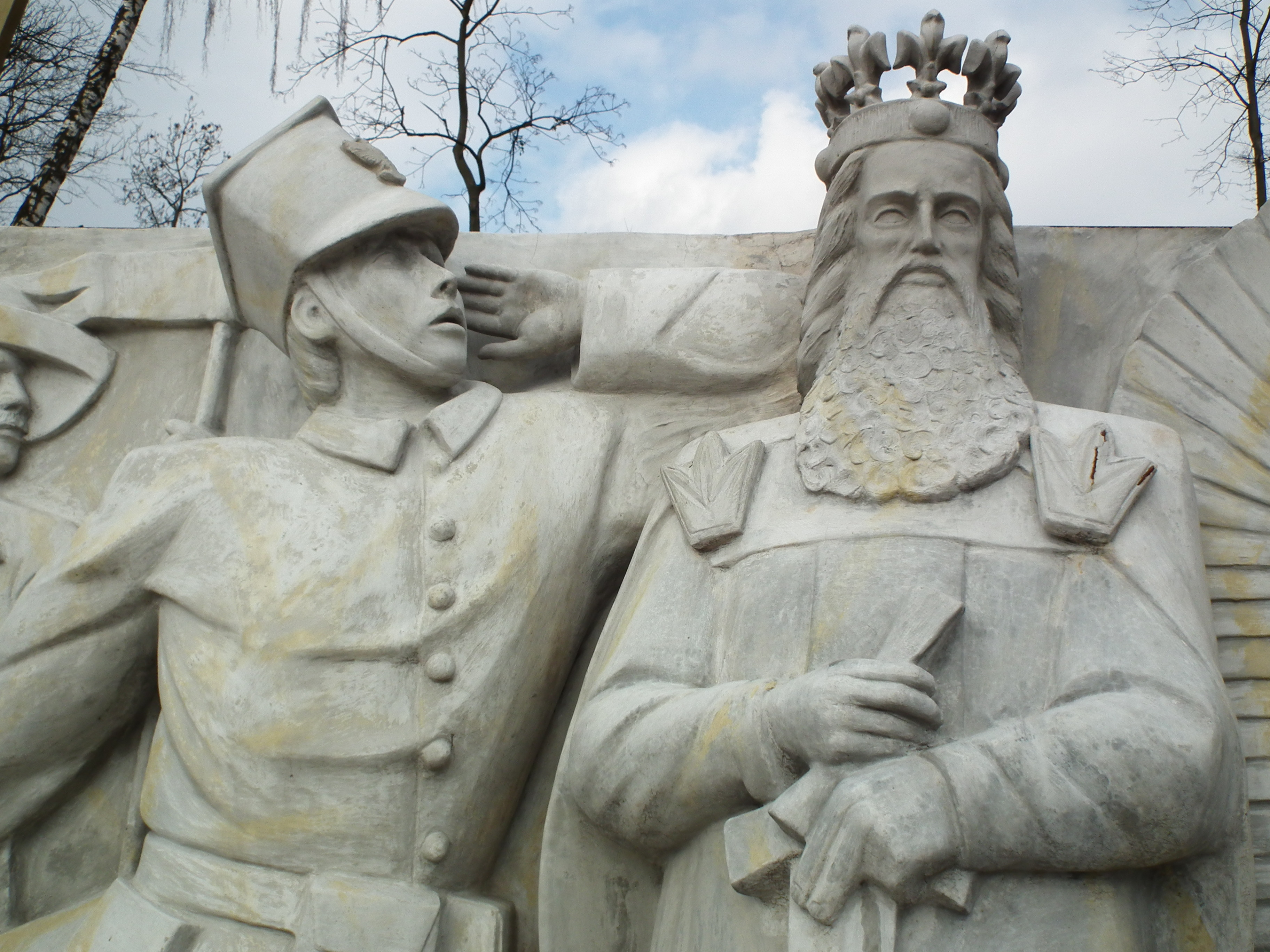
Kazimierz Wielki i powstaniec wielkopolski
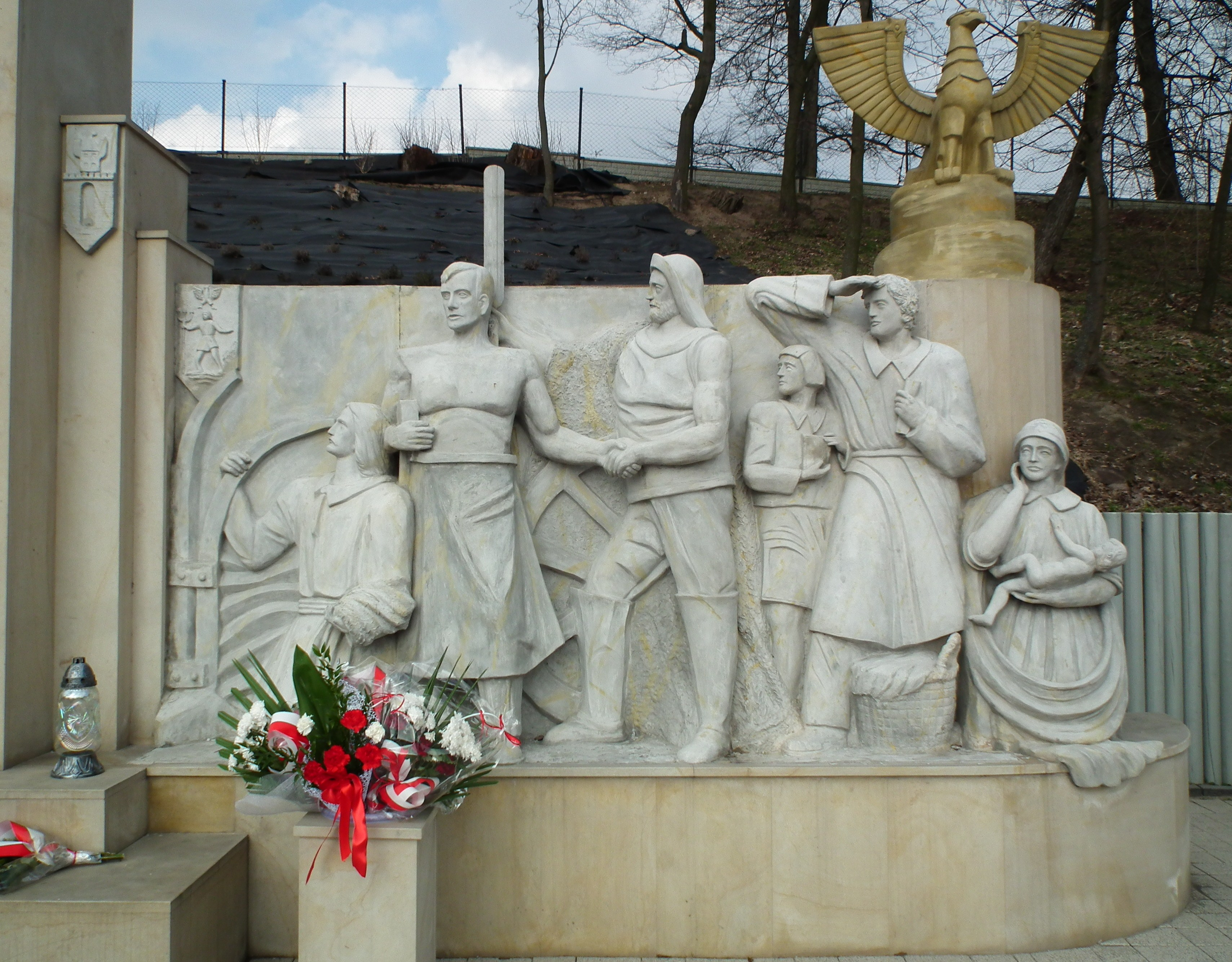
Strona prawa